# Kazacevo, Loveci
Kazacevo (în bulgară Казачево) este un sat în comuna Loveci, regiunea Loveci,  Bulgaria. 

## Demografie
Componența etnică a satului Kazacevo
     Romi (6,06%)
     Bulgari (81,81%)
     Nicio identificare (12,12%)
     Altele (0%)
La recensământul din 2011, populația satului Kazacevo era de 231 locuitori. Din punct de vedere etnic, majoritatea locuitorilor (81,81%) erau bulgari, cu o minoritate de romi (6,06%). Pentru 12,12% din locuitori nu este cunoscută apartenența etnică.